# Hornelen
El Hornelen és una muntanya situada al comtat de Vestland de Noruega. Es troba a la costa est de l'illa de Bremangerlandet, dominant l'estret de Frøysjøen, a la regió de Nordfjord. El Hornelen és especialment conegut perquè forma un penya-segat que, amb una altura de 860 metres, és el més alt d'Europa. Durant molt de temps s'ha utilitzat com a referent per a la navegació marítima.
Geològicament el Hornelen es compon de pedra sorrenca del període Devonià, i constitueix un referent especial en la geologia de Noruega.

Relació dels penya-segats més alts d'Europa